# 이봉련
이봉련(李鳳輦, 1981년 2월 7일 ~ )은 대한민국의 배우이다.

## 출연작

### 영화
- 《두 여인》 (2022년)
- 《세자매》 (2021년) - 슈퍼아줌마 역 (우정출연)
- 《삼진그룹 영어토익반》 (2020년) - 총무부 미스김 역
- 《국제수사》 (2020년) - 은행원 역
- 《82년생 김지영》 (2019년) - 혜수 역
- 《엑시트》 (2019년) - 이정윤 셋째누나 역
- 《생일》 (2019년) - 정숙 역
- 《히치하이크》 (2019년) - 양로원 간호사 역
- 《마약왕》 (2018년) - 이두숙 역
- 《늦여름》 (2018년) - 식당주인 역
- 《암수살인》 (2018년) - 강숙자 역
- 《버닝》 (2018년) - 해미 언니 역
- 《부라더》 (2017년) - 8촌종수 역
- 《택시운전사》 (2017년) - 서울 임산부 역[4]
- 《옥자》 (2017년) - 미란도 코리아 안내원 역
- 《여고생》 (2016년) - 간호사 역
- 《어떻게 헤어질까》 (2016년) - 스시장인 딸 역
- 《국가대표 2》 (2016년) - 대웅동생 역
- 《어떤이의 꿈》 (2015년) - 은실 역
- 《꿈보다 해몽》 (2015년) - 집주인 역
- 《내가 살인범이다》 (2012년) - 팬클럽 여고생 역
- 《광해, 왕이 된 남자》 (2012년) - 수랏간 궁녀 1 역
- 《그대를 사랑합니다》 (2011년) - 동사무소 여직원 역

### 드라마
- 《재혼 황후》 (디즈니+, 2026년) - 엘리자 역
- 《마이 유스》 (JTBC, 2025년)
- 《언젠가는 슬기로울 전공의생활》 (tvN, 2025년) - 서정민 역
- 《엄마친구아들》 (tvN, 2024년) - 임경란 역 (특별출연)
- 《이 연애는 불가항력》 (JTBC, 2023년) - 마은영 역
- 《일타 스캔들》 (tvN, 2023년) - 김영주 역
- 《수리남》 (Netflix, 2022년) - 정 권사 역
- 《이상한 변호사 우영우》 (ENA, 2022년) - 류재숙 역
- 《불행을 사는 여자》 (JTBC, 2022년) - 경화 역
- 《한 사람만》 (JTBC, 2021년) - 황마진 역
- 《갯마을 차차차》 (tvN, 2021년) - 여화정 역
- 《스위트홈》 (Netflix, 2020년) - 명숙 역
- 《런 온》 (JTBC, 2020년) - 박매이 역
- 《날씨가 좋으면 찾아가겠어요》 (JTBC, 2020년) - 장하님 역
- 《날 녹여주오》 (tvN, 2019년) - 박유자 역
- 《악마가 너의 이름을 부를 때》 (tvN, 2019년) - 간호사 역
- 《라이프 온 마스》 (OCN, 2018년) - 유순희 역
- 《KBS 드라마 스페셜 - 정마담의 마지막 일주일》 (KBS2, 2017년) - 신 사장 역
- 《당신이 잠든 사이에》 (SBS, 2017년) - 고필숙 역
- 《내일 그대와》 (tvN, 2017년) - 오소리 역
- 《아버지가 이상해》 (KBS2, 2017년)
- 《송곳》 (JTBC, 2015년) - 미란 역
- 《응답하라 1994》 (tvN, 2013년) - 성나정과 해태의 연세대학교 컴퓨터공학과 동기생 역

### 연극
- 《코스모스》 마유미 역
- 《국립극단 햄릿》 햄릿 역
- 《궁극의맛》 다 역
- 《메리제인》 - 메리제인 역
- 《여름은 덥고 겨울은 길다》 경애 역
- 《내게 빛나는 모든 것》 나레이터 역
- 《발렌타인 데이》 - 까쨔 역
- 《나는 살인자입니다》 다 역
- 《1945》 송끝순 역
- 《피카소 훔치기》 - 캐시 스미스 역
- 《보도지침》 - 여자 역
- 《베르나르다 알바의 집》 - 앙구스티아스 역
- 《헤비메탈 걸스》 부진 역
- 《그 집 빌라에서 우리는》 - 미쓰오 역
- 《공장》 정미 역
- 《만주전선》 - 게이코 역
- 《날 보러와요》 - 남씨부인 역
- 《다정도 병인 양하여》 현피디 역
- 《피리부는 사나이》
- 《아시아 온천》 종달 역
- 《청춘예찬》 - 간질 역
- 《빨간버스》
- 《꿈》
- 《전명출 평전》 - 종란 역
- 《벌》 송신가람 역
- 《백년 바람의 동료들》 - 경희 역
- 《올모스트 메인》
- 《락시터》
- 《빨래》 - 주인할매 역[5]
- 《로미오 & 베르나뎃》 - 바이올라 / 로즈 역
- 《술집》 - 엘리자벳 외 1인 다역 역

### 뮤지컬
- 《포미니츠》 - 크뤼거 역(22년 6월 21일 ~ 22년 8월 14일)
- 《그날들》 - 사서 역
- 《은밀하게 위대하게》 - 란 / 정순 역
- 《식구를 찾아서》 - 박복녀 역
- 《사랑에 관한 다섯개의 소묘》

### 음악극
- 《백인당 태영》 - 이태영 역

## 수상 목록
- 2021년 제57회 백상예술대상 연극부문 여자 최우수연기상 (햄릿)